# Sinus aortique
Les sinus aortiques (ou sinus de Valsalva) désignent les trois dilatations bulbaires situées à la base de l'aorte ascendante. 

## Structure
Les sinus aortiques sont situés dans le bulbe de l'aorte, juste au-dessus des cuspides de la valve aortique et de l'anneau aortique. Elles sont au nombre de trois : le sinus coronaire droit, le sinus coronaire gauche et le sinus postérieur (ou non coronaire).
Le sinus coronaire droit donne naissance à l'artère coronaire droite et le sinus coronaire gauche au artère coronaire gauche.
Leur diamètre moyen chez l'adulte est de 30 à 35 mm pour une profondeur de 15 à 20 mm.
La transition entre les sinus aortiques et l'aorte ascendante se fait au niveau de la jonction sino-tubulaire.

## Anatomie fonctionnelle
En fin de systole, lorsque le sang éjecté a tendance à refluer vers le ventricule gauche, ces sinus se gonflent comme des parachutes retournés afin de refermer la valve aortique et d'empêcher tout reflux sanguin et permettent la vascularisation cardiaque. 

## Aspects cliniques
Les sinus de l'aorte peuvent être le siège d'anévrismes et être impliqués dans certaine malformations congénitales comme dans l'anévrisme congénital des sinus de Valsalva ou la tétralogie de Fallot.
Les sinus aortiques peuvent être explorés par échocardiographie, scanner cardiaque et IRM.